# ادسون تاوارس
ادسون تاوارس (انگلیسی: Edson Tavares؛ زادهٔ ۱۹ ژوئن ۱۹۵۶ در ریو دو ژانیرو) مربی فوتبال اهل برزیل است.
او کار مربیگری خود را بین سالهای ۱۹۸۲ تا ۱۹۸۳ در اف سی فریبورگ سوئیس آغاز کرد. در سال ۱۹۸۴ به تونس رفت و تا سال ۱۹۸۵ در آنجا مدیریت استادیوم را بر عهده داشت. اگرچه مدت کوتاهی در باشگاه پورتو آلگره (۱۹۸۷) بود و سپس به سوئیس بازگشت. در اف سی سیگنال برنکس (۱۹۸۸–۱۹۸۹)، او بیشتر دوران طولانی حرفه‌ای خود را در آسیا گذراند، جایی که هدایت باشگاه‌ها، به‌ویژه در چین را برعهده گرفت، اما همچنین در اردن، ویتنام، ایران، عربستان سعودی - جایی که موفق‌ترین باشگاه را مدیریت کرد. کشور، الهلال -کویت و عمان _
او همچنین در دو نوبت (۲۰۰۵ و ۲۰۰۷) به عنوان مدیر ورزشی در باشگاه فوتبال آمریکانو در کشورش خدمت کرد.
تیم ملی ویتنام
تاوارس دو بار مربی تیم ملی ویتنام شد، ابتدا در سال ۱۹۹۵ و سپس، ۹ سال بعد، در می ۲۰۰۴ جایگزین نگوین تان وین روی نیمکت شد. او هدایت جنگجویان سرخ را در مقدماتی جام جهانی ۲۰۰۶ با انجام ۴ بازی و در رده سوم گروه ۷ مرحله مقدماتی، که شامل کره جنوبی، مالدیو و لبنان نیز می‌شود، به پایان رساند. در سپتامبر ۲۰۰۴، آنها نایب قهرمان جام فدراسیون فوتبال ویتنام شدند.
تیم ملی هائیتی (۲۰۱۰–۲۰۱۱)
ویرایش کنید
در ۱۶ سپتامبر ۲۰۱۰، تاوارس توسط FHF به عنوان مربی جدید هائیتی منصوب شد و مأموریت آن‌ها برای حضور در جام جهانی ۲۰۱۴ برزیل بود. [۱] نتایج آنطور که انتظار می‌رفت نبود زیرا هائیتی از دور دوم مقدماتی سقوط کرد و در گروه F به رهبری آنتیگوا و باربودا دوم شد. مطبوعات محلی به شدت از این برکناری انتقاد کردند و تاوارس را به «ویران کردن رویاهای میلیون‌ها هائیتی» متهم کردند . [۲]
تراز آماری او با گرنادیرز ۱۱ بازی انجام شده، ۶ برد، ۲ تساوی و ۳ باخت (۶۰٫۶ درصد عملکرد) است.
انتخاب‌های دیگر
تاوارس همچنین مربی اردن (۱۹۸۶) و تیم المپیک عمان در سال ۲۰۰۸ بود. او همچنین در سال ۱۹۸۹ به عنوان دستیار فنی شیلی به دستور اورلاندو آراونا خدمت کرد.
از برخی تیم‌هایی که او سرمربی‌گری آن‌ها را بر عهده داشته می‌توان به تیم ملی اردن، الهلال عربستان، السالمیه کویت، تیم ملی ویتنام، خیطان کویت، باشگاه فوتبال کوسیسی، چونگ‌کینگ لیفان چین، سپاهان اصفهان و تیم ملی هائیتی اشاره کرد. وی در تاریخ ۳ آذر ۱۴۰۱سرمربی صنعت نفت شد.